# Đại đội sản xuất

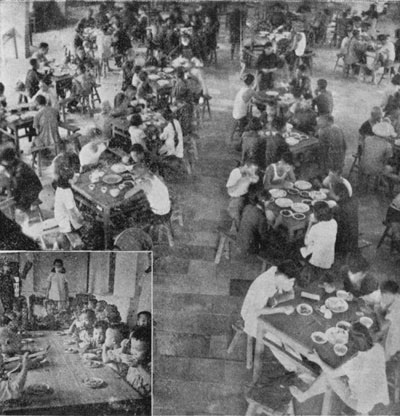
Đại đội sản xuất được ăn ở miễn phí tại công xã nhân dân.

Đại đội sản xuất (giản thể: 生产大队; phồn thể: 生產大隊; bính âm: shēngchǎn dàduì) trước đây là đơn vị hạch toán và sản xuất nông trại cơ bản trong hệ thống công xã nhân dân của Cộng hòa Nhân dân Trung Hoa.